# Thelymitra
Thelymitra é um género botânico pertencente à família das orquídeas (Orchidaceae).

## Espécies
1. Thelymitra aemula Cheeseman, Trans. & Proc. New Zealand Inst. 51: 94 (1919).
2. Thelymitra aggericola D.L.Jones, Orchadian 12: 517 (1999).
3. Thelymitra albiflora Jeanes, Muelleria 19: 38 (2004).
4. Thelymitra angustifolia R.Br., Prodr.: 314 (1810).
5. Thelymitra antennifera (Lindl.) Hook.f., Fl. Tasman. 2: 4 (1858).
6. Thelymitra apiculata (A.S.George) M.A.Clem. & D.L.Jones, Austral. Orchid Res. 1: 137 (1989).
7. Thelymitra arenaria Lindl., Gen. Sp. Orchid. Pl.: 519 (1840).
8. Thelymitra aristata Lindl., Gen. Sp. Orchid. Pl.: 521 (1840).
9. Thelymitra atronitida Jeanes, Muelleria 14: 91 (2000).
10. Thelymitra azurea R.S.Rogers, Trans. & Proc. Roy. Soc. South Australia 41: 342 (1917).
11. Thelymitra basaltica Jeanes, Muelleria 19: 35 (2004).
12. Thelymitra batesii Jeanes, Muelleria 19: 64 (2004).
13. Thelymitra benthamiana Rchb.f., Beitr. Syst. Pflanzenk.: 55 (1871).
14. Thelymitra bracteata J.Z.Weber ex Jeanes, Muelleria 19: 43 (2004).
15. Thelymitra brevifolia Jeanes, Muelleria 19: 30 (2004).
16. Thelymitra campanulata Lindl., Sketch Veg. Swan R.: 49 (1840).
17. Thelymitra canaliculata R.Br., Prodr.: 314 (1810).
18. Thelymitra carnea R.Br., Prodr.: 314 (1810).
19. Thelymitra circumsepta Fitzg., Austral. Orch. 1(4): t. 1 (1878).
20. Thelymitra colensoi Hook.f., Handb. N. Zeal. Fl.: 271 (1864).
21. Thelymitra cornicina Rchb.f., Beitr. Syst. Pflanzenk.: 54 (1871).
22. Thelymitra cornuta Colenso, Trans. & Proc. New Zealand Inst. 20: 206 (1887 publ. 1888).
23. Thelymitra crinita Lindl., Sketch Veg. Swan R.: 49 (1840).
24. Thelymitra cucullata Rupp, Austral. Orchid Rev. 6: 71 (1946).
25. Thelymitra cyanapicata Jeanes, Muelleria 19: 40 (2004).
26. Thelymitra cyanea (Lindl.) Benth., Fl. Austral. 6: 323 (1873).
27. Thelymitra decora Cheeseman, Man. New Zealand Fl.: 1151 (1906).
28. Thelymitra dedmaniarum R.S.Rogers, Trans. Roy. Soc. South Australia 62: 13 (1938).
29. Thelymitra dentata L.B.Moore, New Zealand J. Bot. 6: 478 (1968).
30. Thelymitra epipactoides F.Muell., Fragm. 5: 174 (1866).
31. Thelymitra erosa D.L.Jones & M.A.Clem., Austral. Orchid Res. 3: 184 (1998).
32. Thelymitra exigua Jeanes, Muelleria 19: 28 (2004).
33. Thelymitra flexuosa Endl., Nov. Stirp. Dec. 3: 23 (1839).
34. Thelymitra forbesii Ridl. in H.O.Forbes, Nat. Wand. East. Archip.: 518 (1885).
35. Thelymitra formosa Colenso, Trans. & Proc. New Zealand Inst. 16: 328 (1884).
36. Thelymitra fragrans D.L.Jones & M.A.Clem., Austrobaileya 2: 550 (1988).
37. Thelymitra frenchii Jeanes, Muelleria 19: 66 (2004).
38. Thelymitra fuscolutea R.Br., Prodr.: 315 (1810).
39. Thelymitra graminea Lindl., Sketch Veg. Swan R.: 49 (1840).
40. Thelymitra granitora D.L.Jones & M.A.Clem., Orchadian 12: 326 (1998).
41. Thelymitra gregaria D.L.Jones & M.A.Clem., Orchadian 12: 327 (1998).
42. Thelymitra hatchii L.B.Moore, New Zealand J. Bot. 6: 477 (1968).
43. Thelymitra hiemalis D.L.Jones & M.A.Clem., Orchadian 12: 330 (1998).
44. Thelymitra holmesii Nicholls, Victorian Naturalist 49: 263 (1932).
45. Thelymitra imbricata D.L.Jones & M.A.Clem., Austral. Orchid Res. 3: 186 (1998).
46. Thelymitra improcera D.L.Jones & M.A.Clem., Austral. Orchid Res. 3: 187 (1998).
47. Thelymitra inflata Jeanes, Muelleria 19: 71 (2004).
48. Thelymitra intermedia Berggr., Minneskr. Fisiog. Sallks. Lund 8: 21 (1877).
49. Thelymitra irregularis Nicholls, Victorian Naturalist 63: 126 (1946).
50. Thelymitra ixioides Sw., Kongl. Vetensk. Acad. Nya Handl. 21: 228 (1800).
51. Thelymitra jacksonii Hopper & A.P.Br. ex Jeanes, Muelleria 24: 14 (2006).
52. Thelymitra javanica Blume, Bijdr.: 419 (1825).
53. Thelymitra jonesii Jeanes, Muelleria 15: 81 (2001).
54. Thelymitra juncifolia Lindl., Gen. Sp. Orchid. Pl.: 522 (1840).
55. Thelymitra latiloba Jeanes, Muelleria 15: 83 (2001).
56. Thelymitra longiloba D.L.Jones & M.A.Clem., Austral. Orchid Res. 3: 191 (1998).
57. Thelymitra lucida Jeanes, Muelleria 19: 70 (2004).
58. Thelymitra luteocilium Fitzg., Gard. Chron., n.s., 17: 495 (1882).
59. Thelymitra macrophylla Lindl., Sketch Veg. Swan R.: 49 (1840).
60. Thelymitra magnifica Jeanes, Muelleria 24: 15 (2006).
61. Thelymitra malvina M.A.Clem., D.L.Jones & Molloy, Austral. Orchid Res. 1: 141 (1989).
62. Thelymitra matthewsii Cheeseman, Trans. & Proc. New Zealand Inst. 43: 177 (1910 publ. 1911).
63. Thelymitra media R.Br., Prodr.: 314 (1810).
64. Thelymitra megacalyptra Fitzg., Austral. Orch. 1(5): t. 2 (1879).
65. Thelymitra merraniae Nicholls, Victorian Naturalist 46: 139 (1929).
66. Thelymitra mucida Fitzg., Gard. Chron., n.s., 17: 495 (1882).
67. Thelymitra nuda R.Br., Prodr.: 314 (1810).
68. Thelymitra occidentalis Jeanes, Muelleria 15: 85 (2001).
69. Thelymitra pallidiflora Jeanes, Muelleria 19: 44 (2004).
70. Thelymitra papuana J.J.Sm., Bot. Jahrb. Syst. 66: 162 (1934).
71. Thelymitra pauciflora R.Br., Prodr.: 314 (1810).
72. Thelymitra peniculata Jeanes, Muelleria 19: 50 (2004).
73. Thelymitra planicola Jeanes, Muelleria 14: 94 (2000).
74. Thelymitra polychroma D.L.Jones & M.A.Clem., Austral. Orchid Res. 3: 193 (1998).
75. Thelymitra psammophila C.R.P.Andrews, J. West Austral. Nat. Hist. Soc. 2: 57 (1905).
76. Thelymitra pulchella Hook.f., Fl. Nov.-Zel. 1: 244 (1853).
77. Thelymitra purpurata Rupp, Proc. Linn. Soc. New South Wales 70: 288 (1946).
78. Thelymitra reflexa Jeanes, Muelleria 21: 89 (2005).
79. Thelymitra rubra Fitzg., Gard. Chron., n.s., 17: 495 (1882).
80. Thelymitra sanscilia H.S.Irwin ex Hatch, Trans. & Proc. Roy. Soc. New Zealand 79: 397 (1952).
81. Thelymitra sarasiniana Kraenzl. in F.Sarasin & J.Roux, Nova Caledonia, Bot. 1: 77 (1914).
82. Thelymitra sargentii R.S.Rogers, Trans. & Proc. Roy. Soc. South Australia 54: 41 (1930).
83. Thelymitra silena D.L.Jones, Orchadian 12: 518 (1999).
84. Thelymitra simulata D.L.Jones & M.A.Clem., Austral. Orchid Res. 3: 195 (1998).
85. Thelymitra spadicea D.L.Jones & M.A.Clem., Austral. Orchid Res. 3: 196 (1998).
86. Thelymitra sparsa D.L.Jones & M.A.Clem., Austral. Orchid Res. 3: 197 (1998).
87. Thelymitra spiralis (Lindl.) F.Muell., Fragm. 5: 98 (1865).
88. Thelymitra stellata Lindl., Sketch Veg. Swan R.: 49 (1840).
89. Thelymitra tholiformis Molloy & Hatch, New Zealand J. Bot. 28: 111 (1990).
90. Thelymitra tigrina R.Br., Prodr.: 315 (1810).
91. Thelymitra variegata (Lindl.) P.J.Müll., Fragm. 5: 98 (1865).
92. Thelymitra venosa R.Br., Prodr.: 314 (1810).
93. Thelymitra villosa Lindl., Sketch Veg. Swan R.: 49 (1840).
94. Thelymitra viridis Jeanes, Muelleria 19: 36 (2004).
95. Thelymitra vulgaris Jeanes, Muelleria 19: 58 (2004).
96. Thelymitra xanthotricha Jeanes, Muelleria 19: 75 (2004).
97. Thelymitra yorkensis Jeanes, Muelleria 24: 18 (2006).